# Chassalia umbraticola
Chassalia umbraticola är en måreväxtart som beskrevs av Wilhelm Vatke. Chassalia umbraticola ingår i släktet Chassalia och familjen måreväxter.

## Underarter
Arten delas in i följande underarter:
- C. u. geophila
- C. u. umbraticola